# Pieces of the Sky
Pieces of the Sky es el segundo álbum de estudio de la cantante estadounidense Emmylou Harris, publicado por la compañía discográfica Reprise Records en febrero de 1975. A pesar de haber publicado Gliding Bird, un álbum orientado al folk, cinco años antes, Pieces of the Sky se convirtió en el álbum que lanzó la carrera de Harris y es ampliamente considerado como su debut. Entre los lanzamientos de Gliding Bird y Pieces of the Sky, había forjado una relación musical con Gram Parsons que alteró la dirección musical de su carrera. 
Pieces of the Sky incluyó «If I Could Only Win Your Love», que llegó al puesto cuatro de la lista Billboard Hot 100, así como «Too Far Gone», que alcanzó la posición 73. El resto de canciones incluyó una gran variedad de géneros que mostraron los gustos musicales de Harris. Además de su propia composición «Boulder to Birmingham», escrita como homenaje a Parsons, fallecido el año anterior, incluyó versiones de Merle Haggard, The Beatles y Dolly Parton. La cantante «Queen of the Silver Dollar» incluyó la colaboración de Linda Ronstadt en los coros.
El álbum alcanzó el puesto siete en la lista estadounidense de álbumes country.

## Lista de canciones
1. "Bluebird Wine" (Rodney Crowell) – 3:18
2. "Too Far Gone" (Billy Sherrill) – 4:05
3. "If I Could Only Win Your Love" (Charlie Louvin, Ira Louvin) – 2:36
4. "Boulder to Birmingham" (Emmylou Harris, Bill Danoff) – 3:33
5. "Before Believing" (Danny Flowers) – 4:44
6. "The Bottle Let Me Down" (Merle Haggard) – 3:16
7. "Sleepless Nights" (Felice and Boudleaux Bryant) – 3:25
8. "Coat of Many Colors" (Dolly Parton) – 3:42
9. "For No One" (Lennon–McCartney) – 3:40
10. "Queen of the Silver Dollar" (Shel Silverstein) – 5:14

Temas extra (reedición de 2004)
1. "Hank and Lefty" (Dallas Frazier, Doodle Owens) – 2:50
2. "California Cottonfields" (Dallas Frazier, Earl Montgomery) – 2:47

## Personal
- Emmylou Harris: voz y guitarra acústica.
- Brian Ahern: guitarra acústica y bajo.
- Bruce Archer: guitarra acústica.
- Duke Bardwell: bajo.
- Byron Berline: violín y mandolina.
- James Burton: guitarra eléctrica y dobro.
- Mark Cuff: batería.
- Rick Cunha: guitarra acústica.
- Nick DeCaro: orquestación.
- Amos Garrett: guitarra eléctrica.
- Richard Greene: violín.
- Tom Guidera: bajo.
- Glen D. Hardin: piano, piano eléctrico y orquestación.
- Ben Keith: pedal steel guitar.
- Bernie Leadon: guitarra acústica, bajo, banjo, dobro y coros.
- Bill Payne: piano.
- Herb Pedersen: guitarra acústica, guitarra de 12 cuerdas, banjo y coros.
- Danny Pendleton: pedal steel guitar.
- Ray Pohlman: bajo.
- Linda Ronstadt: coros.
- Ricky Skaggs: violín y viola.
- Fayssoux Starling: coros.
- Ron Tutt: batería.

## Posición en listas
| País           | Lista          | Posición |
| -------------- | -------------- | -------- |
| Estados Unidos | Billboard 200  | 45       |
| Estados Unidos | Country Albums | 7        |

| Sencillo                        | País           | Lista             | Posición |
| ------------------------------- | -------------- | ----------------- | -------- |
| «If I Could Only Win Your Love» | Estados Unidos | Country Singles   | 4        |
| «If I Could Only Win Your Love» | Estados Unidos | Billboard Hot 100 | 58       |